# Jeannot Szwarc
Jeannot Szwarc (Paris, 21 de novembro de 1937 – Civray-sur-Esves, 15 de janeiro de 2025) foi um diretor de cinema francês.

## Biografia
Szwarc nasceu em Paris. Ele começou a trabalhar como diretor na televisão americana durante a década de 1960, em particular sobre Ironside. Ele também dirigiu episódios de: The Rockford Files, Kojak, Night Gallery, JAG, Bones, Numb3rs, Columbo e Heroes.
Seus filmes incluem Bug (1975), Jaws 2 (1978), Somewhere in Time (1980), Supergirl (1984) and Santa Claus: The Movie (1985). Desde então, ele tem dirigido principalmente filmes e séries de televisão.
Morreu no dia 15 de janeiro de 2025, aos 87 anos.

## Filmografia

### Cinema
- 1973 - Extreme Close-Up
- 1975 - Bug
- 1978 - Jaws 2
- 1980 - Somewhere in Time
- 1983 - Enigma
- 1984 - Supergirl
- 1985 - Santa Claus: The Movie
- 1987 - Grand Larceny
- 1988 - Honor Bound
- 1994 - La Vengeance d'une blonde
- 1996 - Hercule et Sherlock
- 1997 - Les soeurs Soleil

### Televisão
- 1972 - Night of Terror
- 1972 - The Weekend Nun
- 1973 - The Devil's Daughter
- 1973 - You'll Never See Me Again
- 1973 - Lisa, Bright and Dark
- 1973 - A Summer Without Boys
- 1974 - The Small Miracle
- 1975 - Something Wonderful Happens Every Spring
- 1975 - Crime Club
- 1977 - Code Name: Diamond Head
- 1986 - The Murders in the Rue Morgue
- 1990 - Have a Nice Night
- 1991 - Mountain of Diamonds
- 1995 - Schrecklicher Verdacht
- 1995/96 - The Rockford Files